# Valentín Cabral
Valentín Cabral (Capital Federal, 31 de julio de 2003) es un jugador profesional de rugby argentino que se desempeña en la posición de Ala en Dogos XV, equipo perteneciente a la liga Super Rugby Américas.

## Carrera
Cabral comenzó su carrera deportiva a los siete años en el Córdoba Athletic Club, institución fundada por inmigrantes ingleses en 1882. Fue parte de la selección argentina sub-20, los Pumitas, y en 2022 participó en el Oceania Rugby Junior Championship. En 2023 se unió a Dogos XV, y en 2024 completó su segunda temporada en la franquicia de la UAR, logrando el primer título del campeonato. Tuvo una destacada actuación en la semifinal y marcó un try clave en la final contra Pampas XV, tras interceptar un pase en media cancha y llegar al in-goal, revirtiendo el marcador.
En 2025 repite su participación en la franquicia como Capitán del equipo llegando a la final del torneo contra Peñarol.

## Clubes
| Club                  | País      |
| --------------------- | --------- |
| Córdoba Athletic Club | Argentina |
| Dogos XV              | Argentina |

## Palmarés
| Título                                                    | Equipo                                     | País      | Año  |
| --------------------------------------------------------- | ------------------------------------------ | --------- | ---- |
| Subcampeón en el Campeonato Argentino Juvenil 2021        | Campeonato Argentino Juvenil 2021 Doguitos | Argentina | 2021 |
| Unión Cordobesa de Rugby Campeón M19                      | Córdoba Athletic Club                      | Argentina | 2021 |
| Unión Cordobesa de Rugby Campeón Top 10 de Córdoba        | Córdoba Athletic Club                      | Argentina | 2023 |
| Subcampeón Torneo del Interior A Unión Argentina de Rugby | Córdoba Athletic Club                      | Argentina | 2023 |
| Unión Cordobesa de Rugby Bicampeón                        | Córdoba Athletic Club                      | Argentina | 2024 |
| Súper Rugby Americas Campeón                              | Dogos XV                                   | Argentina | 2024 |
| Súper Rugby Americas Subcampeón                           | Dogos XV                                   | Argentina | 2025 |